# Cylisticus cretaceus
Cylisticus cretaceus is een pissebed uit de familie Cylisticidae. De wetenschappelijke naam van de soort is voor het eerst geldig gepubliceerd in 1957 door Borutzkii.